# Okres Lubliniec
Okres Lubliniec (polsky Powiat lubliniecki) je okres v polském Slezském vojvodství. Rozlohu má 822,25 km² a v roce 2019 zde žilo 75 027 obyvatel. Sídlem správy okresu je město Lubliniec.

## Gminy
Městská:
- Lubliniec

Městsko-vesnická:
- Woźniki

Vesnické:
- Boronów
- Ciasna
- Herby
- Kochanowice
- Koszęcin
- Pawonków

## Města
- Lubliniec
- Woźniki

## Sousední okresy
| Růžice kompasu |          | Kłobuck         | Częstochowa | Růžice kompasu |
| Růžice kompasu | Olesno   | Sever           | Myszków     | Růžice kompasu |
| Růžice kompasu | Olesno   | Okres Lubliniec | Myszków     | Růžice kompasu |
| Růžice kompasu | Olesno   | Jih             | Myszków     | Růžice kompasu |
| Růžice kompasu | Strzelce | Tarnowskie Góry |             | Růžice kompasu |